# Architectural Review
Architectural Review es una revista mensual de carácter internacional publicada en Londres desde 1896. Engloba artículos de arquitectura, interiorismo, paisajismo y urbanismo, además de textos teóricos sobre la materia.
Surgió como una publicación encargada de recoger artículos relacionados con la arquitectura y con las Arts & Crafts inspiradas en John Ruskin y Augustus Pugin, descrita como “Una revista para el artista y el artesano”.
Los primeros números eran de gran formato y buscaban establecer una discusión entre los diferentes aspectos de la arquitectura. En sus inicios, actuó sobre todo como un órgano de las citadas Arts & Crafts. Con el paso del tiempo fue cambiando para dedicarse más a la arquitectura clásica y buscando recoger cualquier acontecimiento internacional. Se convirtió en un ejemplo práctico de arquitectura que proporcionaba a los arquitectos, a través de dibujos y fotografías, patrones universales de los diversos estilos arquitectónicos de la época.
En 1913 se adaptó a los nuevos medios de impresión y reproducción fotográfica, editando un formato nuevo y lujoso. Durante la Primera Guerra Mundial se fijó la tarea de documentar la destrucción acaecida en Bélgica y Francia.
En las décadas de 1920 y 1930 se comprometió de forma más activa con los nuevos movimientos arquitectónicos. Propuso ideas y planes para la Sociedad de Naciones, reimprimió discursos de Louis Sullivan y encargó piezas a Le Corbusier, Walter Gropius, Berthold Lubetkin y Erno Goldfinger. También en aquel entonces Nikolaus Pevsner inició su carrera como historiador del arte y de la arquitectura. A partir de aquellos años, Architectural Review se convirtió en la revista de arquitectura en lengua inglesa líder.
Tras la Segunda Guerra Mundial Pevsner fue sucedido por Colin Rowe, que también realizó contribuciones notables a la revista. La década de 1950 fue testigo de un nuevo cambio producido por la concienciación de los arquitectos británicos para reconstruir un país destrozado. A partir de 1960 la publicación se tuvo que enfrentar a un creciente riesgo comercial Publicaron trabajos como la serie Manplan, la cual contaba con reportajes fotográficos centrados en los problemas de Gran Bretaña, que se veían complementados por ensayos detallados sobre las soluciones propuestas.
Durante la década de 1970 AR descendió hasta una situación de crisis y autocrítica propia del final del modernismo. No sería hasta 1980 cuando recuperaría su estatus bajo la dirección de Peter Davey. Empezó a editar números especiales sobre medio ambiente, paisaje, el arte y la ecología, y la arquitectura y el clima, buscando posicionarse a favor de los temas medioambientales. Pero no por ello obvió a los protagonistas del High-tech, quienes también contaron con reportajes a partir de aquellos momentos.
En la actualidad, el hilo argumental de la revista se centra en el pluralismo, el parametricismo y la implicación social de la arquitectura, y continúa mostrándose escéptica de cara a modas y tendencias.